# Mitsubishi Lancer

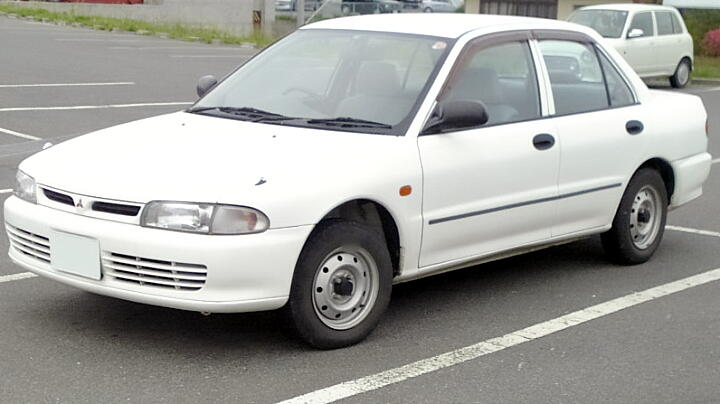
Setena generació del Mitsubishi Lancer

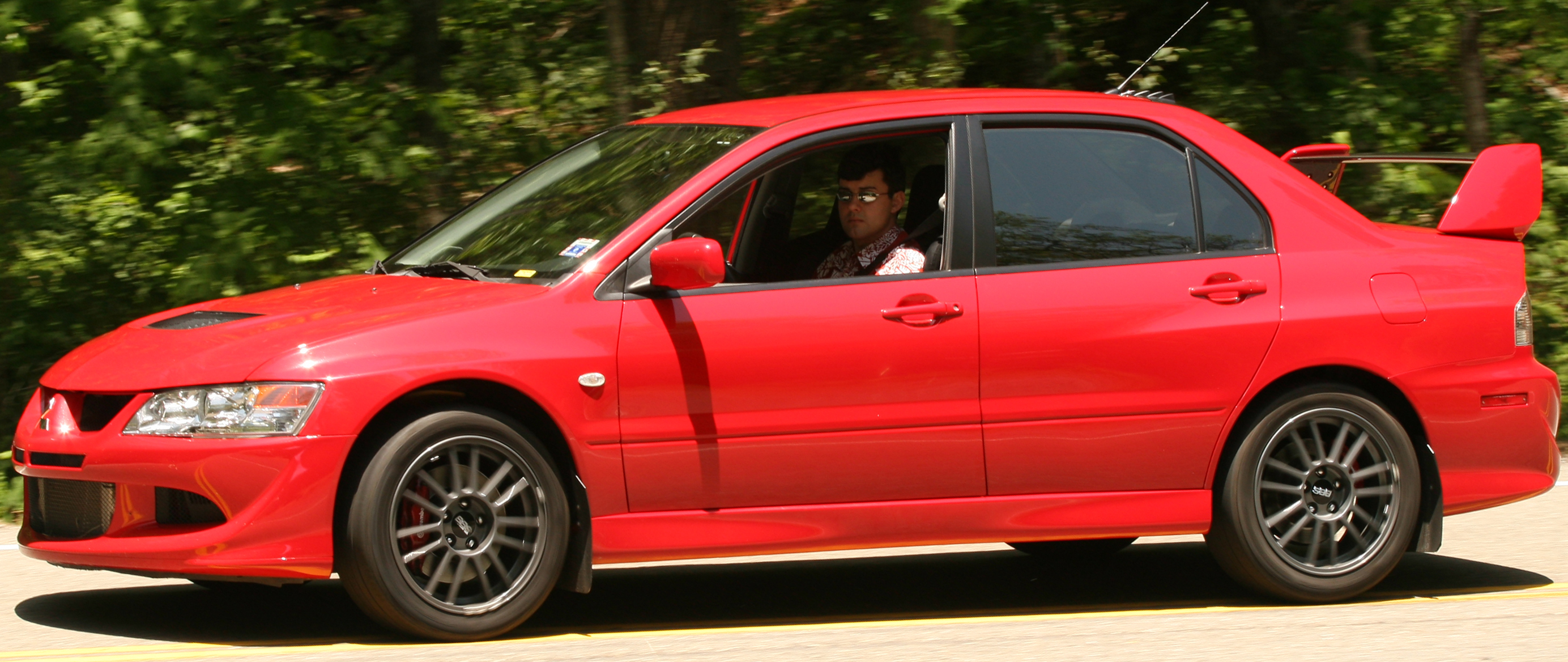
Vuitena generació del Mitsubishi Lancer

El Mitsubishi Lancer és un automòbil del segment C produït pel fabricant japonès Mitsubishi des de l'any 1973. Existeixen nou generacions del Lancer, l'última de les quals va ser presentada oficialment en el Saló de l'Automòbil de Detroit de l'any 2007. El seu principal rivals són els Honda Civic, Mazda 3, Subaru Impreza i Toyota Corolla.
Segons la generació, el Lancer va existir amb carrosseries cupè, sedan, hatchback i familiar i amb tracció davantera o tracció a les quatre rodes. La sisena generació, llançada en 1991, és l'única que va estar disponible amb un motor que no era quatre cilindres en línia, un gasolina V6 de 1.6 litres de quatre vàlvules per cilindre i una potència màxima de 140 CV.
El Lancer Evolution és un versió esportiva introduïda al mercat en 1992 per a complir l'homologació exigida per a competir en el Campionat Mundial de Ral·lis. Els seus motors gasolina de 2.0 litres de cilindrada tenen turbocompressor i entre 205 i 405 CV de potència màxima. El pilot finlandès Tommi Mäkinen i l'uruguaià Gustavo Trelles van ser campions de pilots del Grup A i Grup N respectivament entre els anys 1996 i 1999, i Mitsubishi va ser campió mundial de constructors en 1998.